# Lossen (1910)
Lossen – duński stawiacz min z okresu obu wojen światowych, zbudowany w 1910 roku w Danii, później wschodnioniemiecki holownik ratowniczy Wismar, pozostający w służbie do 1962 roku. 
Wszedł do służby w Duńskiej Marynarce Wojennej w 1911 roku. Został samozatopiony w Kopenhadze 29 września 1943 roku w celu uniknięcia przejęcia przez Niemców. Po wojnie został gruntownie przebudowany i służył w Marynarce Ludowej NRD do 1962 roku jako holownik ratowniczy.

## Budowa i opis
Stawiacz min „Lossen” został zbudowany dla Duńskiej Marynarki Wojennej w stoczni Marynarki Orlogsværftet w Kopenhadze jako pojedynczy okręt. Stępkę pod jego budowę położono 5 stycznia 1910 roku, pod numerem stoczniowym 101, a wodowano go 5 października 1910 roku. Okręt wszedł do służby 13 października 1911 roku.
Okręt był niewielkim stawiaczem min, przypominającym jednostkę cywilną, z podniesionym pokładem na samym dziobie i obniżeniem pokładu przed centralną grupą nadbudówek ze ścianami stanowiącymi przedłużenie burt, oraz z nawisającą rufą. Bezpośrednio za mostkiem znajdował się pojedynczy cienki komin. Wyporność wynosiła 624 tony (według innych danych, 640 ton). Jego długość wynosiła 48,55 m, szerokość 8,53 m, a zanurzenie do 3,1 m. Napędzała go jedna maszyna parowa potrójnego rozprężania własnej produkcji stoczni o mocy indykowanej 900 KM. Parę dostarczały dwa kotły wodnorurkowe. Prędkość maksymalna wynosiła 12 węzłów. Zapas węgla wynosił 44 tony. Załoga wynosiła 53 osoby do 62 osób.
Uzbrojenie obejmowało dwie armaty kalibru 75 mm i dwa karabiny maszynowe. Armaty ustawione były na pokładzie dziobowym i na końcu nadbudówki. Okręt mógł przenosić na torach minowych na pokładzie 175 min kotwicznych. Mimo niewielkich rozmiarów jednostki, przenosił największą liczbę min wśród duńskich stawiaczy min zbudowanych do II wojny światowej.

## Służba w Danii
„Lossen” służył podczas I wojny światowej, w której Dania była neutralna, oraz w okresie międzywojennym. U progu II wojny światowej był najstarszym z duńskich stawiaczy min i był przewidziany do zastąpienia przez nowy okręt „Lindormen”, który wszedł do służby w 1940 roku, lecz nie doszło do jego wycofania z uwagi na wybuch wojny. Wraz z innymi siłami marynarki duńskiej pełnił służbę w ochronie neutralności Danii, bazując w Kopenhadze. Pozostał w składzie marynarki również po zajęciu Danii przez Niemcy w kwietniu 1940 roku. Podczas niemieckiej próby zajęcia duńskiej floty 29 sierpnia 1943 roku został uszkodzony ładunkami wybuchowymi i samozatopiony przez załogę w Kopenhadze.
W październiku 1943 roku „Lossen” został podniesiony przez Niemców i jego remont uznano za uzasadniony ekonomicznie. Został przeholowany w 1944 roku do Warnemünde w Rostocku, lecz jego remont nie został przeprowadzony do końca wojny i okręt nie wszedł do służby w niemieckiej Kriegsmarine. Po wojnie przejęły go tam radzieckie władze okupacyjne, natomiast Dania nie była zainteresowana zwrotem okrętu. W 1947 roku wrak „Lossena” posłużył do pomocy przy wydobyciu również duńskiego okrętu ochrony rybołówstwa „Hvidbjörnen”, który przewrócił się w basenie portowym.

## Przebudowa i służba w NRD
Władze radzieckiej strefy okupacyjnej zdecydowały odbudować „Lossen” jako jednostkę do obsługi znaków nawigacyjnych i został przeholowany 2 czerwca 1949 roku do stoczni Hansawerft w Wismarze, gdzie dokonano najpotrzebniejszych prac. 31 grudnia 1950 roku podczas dalszego holowania do stoczni Peenewerft w Wolgast „Lossen” zerwał się z holu i zaginął. Dopiero na początku 1951 roku został odnaleziony u wybrzeży Szwecji i ostatecznie 5 maja przeholowany do Wolgastu. Został tam gruntownie przebudowany na holownik ratowniczy, otrzymując numer projektu 4. Ze starego okrętu pozostał kil, wręgi i część zewnętrzna poszycia w rejonie śródokręcia. Zmianie uległa sylwetka na typową dla wschodnioniemieckich okrętów budowanych w latach 50. (przez długi czas pochodzenie okrętu na Zachodzie od dawnego stawiacza min nie było zidentyfikowane).
Wyporność wynosiła po przebudowie 727 ton. Jego długość wzrosła do 49,90 m, szerokość wynosiła 8,5 m, a zanurzenie 3,05 m. Napędzały go teraz dwa silniki wysokoprężne Buckau-Wolf R8DV 148 o mocy 1000 KM. Prędkość wynosiła nadal 12 węzłów. Zasięg wynosił 1200 mil morskich. Załoga zmniejszyła się do 16 osób. Okręt był nieuzbrojony, przewidywano ewentualnie ustawienie torów minowych. Okręt wyposażony był m.in. w pompy przeciwpożarowe i awaryjne oraz urządzenia ładunkowe i holownicze.
„Wismar” wszedł do służby 30 maja 1953 roku w składzie sił Ludowej Policji Morskiej (VP-See), przekształconej w 1956 roku w siły morskie Narodowej Armii Ludowej. Stacjonował w Sassnitz w ramach służby ratownictwa morskiego. Nosił kolejno znaki burtowe: 926, H-12, H-33 i D-22.
Między innymi, 30 marca 1958 roku „Wismar” holował, a następnie ściągał ze skał tonący trałowiec „Habicht”. Jako holownik miał jednak niewystarczającą stateczność z powodu kształtów kadłuba. 1 lipca 1962 roku został wycofany ze służby w Volksmarine. Został złomowany około 1965 roku prawdopodobnie w Stralsundzie, przy czym jego nadbudówka z mostkiem została sprzedana jednemu z nurków Zakładu Ratownictwa Morskiego i ustawiona w 1966 roku w ogródku działkowym w Stahlbrode nad cieśniną Strelasund.